# Vuelta a Venezuela 2016
La 53ª edición de la Vuelta Ciclista a Venezuela, disputada en julio de 2016.
Integra al calendario internacional americano, el recorrido será de más de 1400 km distribuidos en 10 etapas, dará inicio el 8 de julio en un circuito en la Ciudad de San Cristóbal en el Estado Táchira y finalizará el 17 del mismo mes en Altagracia de Orituco en el Estado Guárico.

## Equipos participantes
| Equipos                                             |
| --------------------------------------------------- |
| Lotería del Táchira                                 |
| Gob Policía Emcotru Trujillo                        |
| Bicicletas Castilla Fundey Trek                     |
| Grupo J.H.S.                                        |
| Gobernación Bolivariana del Zulia Lotería del Zulia |
| Gobernación Bolivariana de Nueva Esparta            |
| #AmoTáchira - Concafe - Ona Fona                    |
| O.A.P. Group Anzoategui                             |
| Fundación Misael Silva Roa                          |
| Gobernación Bolivariana de Carabobo                 |
| J.H.S. Aves                                         |
| La Vina Ulloa Deportes Mini Market Tac              |
| Kino Táchira                                        |
| Fedeindustria Cavebici Gobernación de Yaracuy       |
| Desarrollo Social de Nueva Esparta                  |
| Lotería de Margarita                                |

| Equipos                              | Cód. UCI | Categoría   |
| ------------------------------------ | -------- | ----------- |
| Team Ecuador                         | ECU      | Continental |
| JB Ropa Deportiva                    | JBC      |             |
| DYM Jess Mexico                      | DJM      |             |
| Fund Hernan Buenahora                | FBC      |             |
| Team Coyote Bonatura INDER Sincelejo | CBC      |             |
| Selección Nacional de México         | MEX      |             |

## Etapas
| Etapa | Fecha       | Recorrido                                     | km    | Ganador           | Líder               |
| 1.ª   | 8 de julio  | San Cristóbal - San Cristóbal                 | 88,2  | Kevin Sepúlveda   | Kevin Sepúlveda     |
| 2.ª   | 9 de julio  | Peribeca - Santa Bárbara de Barinas           | 174,8 | Jonathan Monsalve | Jonathan Monsalve   |
| 3.ª   | 10 de julio | Ciudad Bolivia - Guanare                      | 157,5 | Enrique Díaz      | Jonathan Monsalve   |
| 4.ª   | 11 de julio | Guanare - Santo Domingo                       | 148,3 | Juan Ruiz         | Cristofer Manjarrez |
| 5.ª   | 12 de julio | Ospino - Tinaquillo                           | 177   | Fernando Briceño  | Jonathan Monsalve   |
| 6.ª   | 13 de julio | Campo Carabobo - Barquisimeto                 | 182,5 | Pedro Gutiérrez   | Jonathan Monsalve   |
| 7.ª   | 14 de julio | Barquisimeto - Fuerte San Vicente             | 107,1 | José Alarcón      | Jonathan Monsalve   |
| 8.ª   | 15 de julio | San Juan de los Morros - Valle de la Pascua   | 204,7 | Byron Guamá       | Jonathan Monsalve   |
| 9.ª   | 16 de julio | Valle de la Pascua - Valle de la Pascua       | 109   | Xavier Quevedo    | Jonathan Monsalve   |
| 10.ª  | 17 de julio | Altagracia de Orituco - Altagracia de Orituco | 99,2  | Xavier Quevedo    | Jonathan Monsalve   |

## Clasificaciones

### Clasificación general
| Posición | Ciclista          | Equipo                              | Tiempo    |
|          | Jonathan Monsalve | J.H.S. Aves                         | 34:05:35  |
| 2        | José García       | FedeIndustria Cavebici Gob. Yaracuy | +00:01:03 |
| 3        | José Alarcón      | Lotería del Táchira                 | +00:01:39 |
| 4        | Juan Ruiz         | Gob Policía Emcontru Trujillo       | +00:03:19 |
| 5        | Andris Hernández  | Gob Policía Emcontru Trujillo       | +00:03:32 |
| 6        | Manuel Briceño    | Gob. Boliv. Carabobo                | +00:03:39 |
| 7        | Anderson Paredes  | FedeIndustria Cavebici Gob Yaracuy  | +00:03:59 |
| 8        | Darwin Montilla   | Gob Policía Emcontru Trujillo       | +00:04:03 |
| 9        | Kevin Sepúlveda   | JB Ropa Deportiva                   | +00:04:19 |
| 10       | Jhorman Flores    | J.H.S. Aves                         | +00:04:50 |

### Clasificación por puntos
| Posición | Ciclista          | Equipo                              | Puntos |
|          | Jonathan Monsalve | J.H.S. Aves                         | 146    |
| 2        | Miguel Ubeto      | Lotería del Táchira                 | 83     |
| 3        | José García       | FedeIndustria Cavebici Gob. Yaracuy | 80     |

### Clasificación de la montaña
| Posición | Ciclista          | Equipo                        | Puntos |
|          | Juan Ruiz         | Gob Policía Emcontru Trujillo | 16     |
| 2        | Jonathan Monsalve | J.H.S. Aves                   | 8      |
| 3        | Jean López        | Gob Boliv Carabobo            | 8      |

### Clasificación de los sprints
| Posición | Ciclista         | Equipo                                             | Puntos |
|          | Yorman Fuentes   | Fundación Misael Silva Roa                         | 48     |
| 2        | Fernando Briceño | Gobierno Bolivariano del Zulia - Lotería del Zulia | 33     |
| 3        | Leangel Linarez  | #AmoTáchira - Concafe - Ona Fona                   | 26     |

### Clasificación de Sub-23
| Posición | Ciclista         | Equipo                             | Tiempo    |
|          | Anderson Paredes | FedeIndustria Cavebici Gob Yaracuy | 34:09:34  |
| 2        | Darwin Montilla  | Gob Policía Emcontru Trujillo      | +00:00:04 |
| 3        | Jefferson Cepeda | Team Ecuador                       | +00:05:23 |

### Clasificación por equipos
| Posición | Equipo                                        | Tiempo    |
|          | FedeIndustria Cavebici Gobernación de Yaracuy | 102:27:45 |
| 2        | Gob Policía Emcontru Trujillo                 | +00:00:01 |
| 3        | J.H.S. Aves                                   | +00:01:37 |